# 1664
| [ Edytuj tabelę ]              | |
| Król Polski                    | - 1648 Jan Kazimierz 1668 |
| Współksiążęta Andory           | - 1664 Melcior Palau i Bosca 1670 - 1643 Ludwik XIV 1715                                                                                     |
| Król Anglii i Szkocji          | - 1660 Karol II 1685 |
| Elektor Bawarii                | - 1651 Ferdynand Maria 1679 |
| Elektor Brandenburgii          | - 1640 Fryderyk Wilhelm 1688 |
| Sułtan Brunei                  | - 1660 Abdul Mubin 1673 |
| Cesarz Chin                    | - 1661 Kangxi 1722 |
| Król Czech                     | - 1657 Leopold I Habsburg 1705 |
| Król Danii                     | - 1648 Fryderyk III 1670 |
| Dalajlama                      | - 1617 Lobsang Gjaco 1682 |
| Cesarz Etiopii                 | - 1632 Fasiledes 1667 |
| Król Francji                   | - 1643 Ludwik XIV 1715 |
| Król Hiszpanii                 | - 1621 Filip IV 1665 |
| Landgraf Hesji-Kassel          | - 1663 Wilhelm VII Heski 1670 |
| Stadhouder Holandii            | - 1650 pierwszy okres bez stadhoudera 1672                                                                                                   |
| Szach Iranu                    | - 1642 Abbas II 1666 |
| Państwo Wielkich Mogołów       | - 1658 Aurangzeb 1707 |
| Król Irlandii                  | - 1660 Karol II Stuart 1685 |
| Cesarz Japonii                 | - 1663 Reigen 1687 |
| Kalif                          | - 1648 Mehmed IV 1687 |
| Patriarcha Konstantynopola     | - 1662 Dionizy III 1665 |
| Władca Korei                   | - 1659 Hyŏnjong 1674 |
| Książę Kurlandii i Semigalii   | - 1642 Jakub Kettler 1682 |
| Książę Liechtensteinu          | - 1627 Karol Euzebiusz 1684 |
| Książę Monako                  | - 1662 Ludwik I 1702 |
| Król Nawarry                   | - 1643 Ludwik XIV 1710 |
| Król Norwegii                  | - 1648 Fryderyk III 1670 |
| Sułtan Omanu                   | - 1649 Sultan I ibn Sajf 1688 |
| Elektor Palatynatu             | - 1648 Karol I Ludwik 1680 |
| Papież                         | - 1655 Aleksander VII 1667 |
| Książę Parmy i Piacenzy        | - 1646 Ranuccio II 1694 |
| Król Portugalii                | - 1656 Alfons VI 1683 |
| Książę w Prusach               | - 1640 Fryderyk Wilhelm Wielki Elektor 1688                                                                                                  |
| Car Rosji                      | - 1645 Aleksy I 1676 |
| Cesarz Rzymski (niemiecki)     | - 1658 Leopold I Habsburg 1705 |
| Kapitanowie Regenci San Marino | - 1663 Marc'Antonio Gozi Cristoforo Gianotti 1664 - 1664 Carlo Loli Vincenzo Lorenzoni 1664 - 1664 Francesco Maccioni Giovanni Serafini 1665 |
| Elektor Saksonii               | - 1656 Jan Jerzy II Wettyn 1680 |
| Król Szwecji                   | - 1660 Karol XI 1697 |
| Król Tajlandii                 | - 1656 Narai 1688 |
| Sułtan Turków                  | - 1648 Mehmed IV 1687 |
| Doża Wenecji                   | - 1659 Domenico Contarini 1674 |
| Król Węgier                    | - 1655 Leopold I 1705 |
| Książęta Wirtembergii          | - 1628 Eberhard III 1674 |

Rok 1664 / MDCLXIV
stulecia: XVI wiek ~
XVII wiek ~
XVIII wiek

lata: 1654 «
1659 «
1660 «
1661 «
1662 «
1663 «
1664
» 1665
» 1666
» 1667
» 1668
» 1669
» 1674

## Wydarzenia w Polsce
- 3 stycznia – wojna polsko-rosyjska: polskie wojsko rozpoczęło nieudane Oblężenie Głuchowa.
- 16 czerwca – wojna polsko-rosyjska: zwycięstwo wojsk litewskich w bitwie pod Witebskiem.
- 2 sierpnia – wojna polsko-rosyjska: armia litewsko-polska poniosła klęskę w bitwie z Rosjanami pod Szkłowem.
- 2 października – wojna polsko-rosyjska: oddziały koronne Stefana Czarnieckiego po 3 miesięcznym oblężeniu zajęły kozackie miasteczko Stawiszcze.

- Wojewoda ruski Stefan Czarniecki buduje nową twierdzę w Białej Cerkwi.

## Wydarzenia na świecie
- 12 marca – założono angielską kolonię New Jersey.
- 12 maja – w ogrodach Wersalu odbyła się premiera komedii Moliera Świętoszek.
- 1 sierpnia – IV wojna austriacko-turecka: Turcy ponieśli porażkę w bitwie pod Szentgotthárd.
- 11 sierpnia – w Vasvár (Eisenburgu) podpisano korzystny dla Turcji traktat pokojowy kończący IV wojnę austriacko-turecką.
- 24 września – Holendrzy przekazali Anglikom Nowy Amsterdam (Nowy Jork).
- 21 grudnia – francuski nadintendent finansów Nicolas Fouquet został skazany przez specjalny trybunał na konfiskatę majątku i banicję za malwersacje finansowe. Król Ludwik XIV zaostrzył następnie wyrok na dożywotnie pozbawienie wolności.

- Zbudowanie Cerkwi Narodzin Chrystusa w Jarosławiu (Rosja).
- Powstała Francuska Kompania Wschodnioindyjska.

## Urodzili się
- 6 lutego – Mustafa II, sułtan turecki (zm. 1703)
- 13 lutego – Teodor Andrzej Potocki, polski duchowny katolicki, biskup chełmiński i warmiński, arcybiskup gnieźnieński, prymas Polski i Litwy (zm. 1738)
- 3 czerwca – Rachel Ruysch, holenderska malarka (zm. 1750)
- 15 czerwca – Jean Meslier, francuski ksiądz, przedstawiciel materializmu i ateizmu (zm. 1729)
- 6 lipca – Gabriel Rzączyński, polski jezuita, fizjograf, przyrodnik, prekursor zoologii w Polsce (zm. 1737)
- 24 lipca - Franz Ludwig von Pfalz-Neuburg, niemiecki arystokrata, duchowny katolicki, biskup wrocławski i wormacki, arcybiskup Trewiru i Moguncji (zm. 1732)
- Abraham Alewijn – holenderski komediopisarz i kompozytor (zm. 1721)

## Zmarli
- 27 lutego – Iwan Bohun, pułkownik kozacki (ur. ok. 1608)
- 2 listopada – Jerzy Ghica, hospodar Mołdawii (ur. 1600)
- 18 listopada – Nikola Zrinski, magnat węgierski, ban Chorwacji, polityk i poeta, bohater walk z Turkami (ur. 1620)

## Święta ruchome
- Tłusty czwartek: 21 lutego
- Ostatki: 26 lutego
- Popielec: 27 lutego
- Niedziela Palmowa: 6 kwietnia
- Wielki Czwartek: 10 kwietnia
- Wielki Piątek: 11 kwietnia
- Wielka Sobota: 12 kwietnia
- Wielkanoc: 13 kwietnia
- Poniedziałek Wielkanocny: 14 kwietnia
- Wniebowstąpienie Pańskie: 22 maja
- Zesłanie Ducha Świętego: 1 czerwca
- Boże Ciało: 12 czerwca